# Nitrocellulosa
La nitrocellulosa o nitrato di cellulosa è un estere nitrico della cellulosa, composto chimico altrimenti detto fulmicotone per le sue proprietà infiammabili-esplosive e usato ancor prima dell'invenzione della dinamite.

## Storia
La sintesi della nitrocellulosa risale al 1845 ad opera di Christian Friedrich Schönbein,
che nel 1840 aveva scoperto l'ozono.
Da più di un secolo i chimici già sperimentavano nuovi nitrati, per trovare nuovi esplosivi; tra gli esempi: la xiloidina (1832), ad opera del francese Henri Braconnot, combinando l'acido nitrico con amido o fibre di legno; il nitrobenzolo (1834); la nitronaftalina (1835); la nitramidina (1838), ad opera del chimico francese Théophile Jule Pelouze trattando carta e cartone con acido nitrico; l'acido picrico la cui formula venne identificata nel 1841, ottenuta per reazione sul fenolo ma scoperto già nel 1741 dal chimico tedesco Glauber, facendo reagire l'acido nitrico su sostanze organiche come seta o resine vegetali.
Questi composti avevano fondamentalmente due limiti che impedirono il loro utilizzo esplosivo, come 
surrogato della già nota polvere da sparo: il costo che si sarebbe dovuto sostenere per una produzione su vasta scala era eccessivo e, peggio ancora, risultavano troppo instabili per un uso militare. Tuttavia, questi esperimenti influenzarono le ricerche di Schönbein, consolidando l'uso dell'acido nitrico come punto di partenza. Egli iniziò a compiere numerosi esperimenti, mescolando però l'acido nitrico con acido solforico, il quale doveva assorbire l'acqua che si sviluppava nelle reazioni. Questa miscela viene chiamata miscela nitrante. Schönbein fece reagire la sua miscela nitrante su carta, la quale diveniva impermeabile e traslucida e risultava esplosiva. Essendo la carta di quei tempi prodotta con fibre tessili, Schönbein decise di partire dalle singole materie prime: fece quindi reagire la sua miscela di acidi su canapa, lino e cotone. Proprio quest'ultimo, che dapprima pareva inalterato, a un esame più attento si rivelava più ruvido e dalla consistenza setosa; scoprì che colpendolo con un martello esplodeva e, a contatto con un filo rovente, poteva essere incendiato.

Il composto fu quindi chiamato "cotone fulminante" o "fulmicotone" e, essendo ottenuto dalla nitrazione della cellulosa, venne anche chiamato nitrocellulosa.
Due anni più tardi, nel 1847 Ascanio Sobrero scoprirà un nitrato esplosivo ancor più stabile, la nitroglicerina, usato poi da Alfred Nobel nel 1867 (invenzione della dinamite).
| Tipo          | Numero di gruppi NO2 | Formula          |
| ------------- | -------------------- | ---------------- |
| Mononitrica   | 1                    | C24H39(NO2) O20  |
| Binitrica     | 2                    | C24H38(NO2)2O20  |
| Trinitrica    | 3                    | C24H37(NO2)3O20  |
| Tetranitrica  | 4                    | C24H36(NO2)4O20  |
| Pentanitrica  | 5                    | C24H35(NO2)5O20  |
| Esanitrica    | 6                    | C24H34(NO2)6O20  |
| Eptanitrica   | 7                    | C24H33(NO2)7O20  |
| Ottonitrica   | 8                    | C24H32(NO2)8O20  |
| Enneanitrica  | 9                    | C24H31(NO2)9O20  |
| Decanitrica   | 10                   | C24H30(NO2)10O20 |
| Endecanitrica | 11                   | C24H29(NO2)11O20 |
| Dodecanitrica | 12                   | C24H28(NO2)12O20 |

## Caratteristiche
Le più importanti caratteristiche della nitrocellulosa comunemente sperimentate sono:
- Contenuto solido di nitrocellulosa disidratata
- Contenuto d'acqua (fattore K.F.)
- Acidità
- Contenuto d'azoto
- Stabilità secondo la prova di BERGMANN & JUNK
- Viscosità in soluzione 95% acqua/acetone

## Produzione
La produzione della nitrocellulosa avviene attraverso un processo di nitrazione della cellulosa, trattando quest'ultima con una miscela nitrante (una miscela di acido nitrico e acido solforico). Il rapporto tra i due acidi determina il tenore di azoto del composto finale: per la binitrocellulosa, ad esempio, si avrà un rapporto di circa il 34% di acido nitrico in concentrazione al 60% e 66% di acido solforico in concentrazione > 90%. In pratica, per una quantità di 150 cm3 di miscela saranno necessari 50 cm3 di acido nitrico e 100 cm3 di acido solforico (importante ricordare che si verserà sempre il solforico nel nitrico e che la reazione sviluppa calore, quindi il procedimento per quantità superiori potrebbe variare). Nella miscela (fredda) di acidi minerali viene immersa la cellulosa; riprendendo l'esempio precedente, in 150 cm3 di miscela solfonitrica verranno immersi e lasciati reagire 10 g di cotone idrofilo. Una volta avvenuta la reazione la cellulosa viene lavata con ripetuti bagni in acqua sino a che le acque di lavaggio non risulteranno neutre. Successivamente l'asciugatura può avvenire all'aria o con riscaldamento fino a 100 °C. Il composto risulta relativamente stabile sino a che non sia asciutto, ma una volta asciugato è un esplosivo molto sensibile agli urti meccanici e alle cariche elettrostatiche, oltre ad avere una elevata velocità di combustione.

## Usi
Era in passato utilizzata per i flash delle macchine fotografiche e per la produzione di pellicole cinematografiche. Oggigiorno trova applicazione nell'analisi delle proteine (Western blot), nei trucchi di magia e come propellente per le cartucce di pistole e fucili. L'uso più importante è quello per la fabbricazione di vernici e smalti.
La Kodak ha brevettato un tipo speciale di pellicola di nitrato di cellulosa, la LR 115 SSNT (Solid State Nuclear Track) spessa appena 12 micron su una base di poliestere da 100 micron in grado di interagire con le particelle radioattive alfa e viene usata come rilevatore di radioattività per le misurazioni di concentrazione del gas radon.
Un altro utilizzo del tutto particolare è stato quello dei petardi ad uso ferroviario. Una capsula piatta di zinco, contenente una certa quantità di nitrocellulosa e assicurata alla rotaia con la piegatura di due fettucce di zinco, agganciate al corpo principale, al passaggio del treno, venivano compresse e fatte detonare per segnalare al macchinista la presenza di segnali, scarsamente visibili a causa di condizioni meteorologiche avverse o, in generale, di situazioni di pericolo.
A causa dei costi, delle difficoltà di approvvigionamento, distribuzione e stoccaggio, ma soprattutto del progresso tecnologico nel frattempo intercorso, l'uso dei petardi alla nitrocellulosa in ambito ferroviario venne abrogato nel 1994.